# Скроминка
Скроминка — река в России, протекает по Добровскому району Липецкой области. Правый приток Воронежа.

## География
Река Скроминка берёт начало западнее села Махоново. Течёт на север, затем поворачивает на восток через село Каликино. Устье реки находится в 278 км от устья Воронежа. Длина реки составляет 15 км, площадь водосборного бассейна — 144 км².
В междуречье Скроминки и Воронежа образован рыбхоз.

## Данные водного реестра
По данным государственного водного реестра России относится к Донскому бассейновому округу, водохозяйственный участок реки — Воронеж от истока до города Липецк, без реки Матыра, речной подбассейн реки — бассейны притоков Дона до впадения Хопра. Речной бассейн реки — Дон (российская часть бассейна).
Код объекта в государственном водном реестре — 05010100512107000002733.